# KV Oostende
Koninklijke Voetbalclub Oostende lub KV Oostende (wym. [ˈkaː ˈveː ˌoːs.ˈtɛn.də]) – belgijski klub piłkarski z siedzibą w Ostendzie.

## Historia
Klub został założony 1 października 1904 jako Van Neste Genootschap Oostende, a trzy lata później został przyłączony do Belgijskiej Federacji Piłkarskiej. W 1911 roku w Ostendzie utworzono AS Oostende, inny klub piłkarski, który regularnie występował w drugiej lidze belgijskiej. W połowie lat 70. AS Oostende po raz pierwszy awansował do pierwszej ligi belgijskiej. W 1981 roku VG Oostende i AS Oostende połączyły się tworząc nowy klub, KV Oostende. Dwanaście lat później nowy zespół po raz pierwszy awansował do pierwszej ligi belgijskiej i grał w niej do 1995 roku. W ekstraklasie Belgii grał także w latach 1998–1999 i 2004–2005. Od 2005 roku ponownie występuje w drugiej lidze belgijskiej, jednak w 2013 roku powrócił do ekstraklasy.

## Sukcesy
- Puchar Belgii:
  - finał: 2016/2017
- Tweede klasse:
  - mistrzostwo (2): 1997/1998, 2012/2013

## Reprezentanci kraju grający w klubie
- Nico Claesen
- Olivier De Cock
- Christophe Lauwers
- Björn Vleminckx
- Lorenz Kindtner
- Paul Okon
- Branimir Subašić
- Milenko Milošević
- Edin Ramčić
- Amadou Coulibaly
- Bureima Maïga
- Jerry Tondelua
- Haytham Farouk
- Michael Helegbe
- Jean-Jacques Missé-Missé
- Garret Kusch
- Mike Okoth Origi
- Abdoulaye Demba
- Christian Bouckenooghe
- Zdzisław Janik
- Edwin Ouon
- Mohamed Kanu
- Marc-Éric Gueï

## Europejskie puchary
Legenda do wszystkich tabel:
- Q – runda eliminacyjna, 1/16, 1/8, 1/4, 1/2 – odpowiednia faza rozgrywek, Grupa – runda grupowa, 1r gr – pierwsza runda grupowa, 2r gr – druga runda grupowa, F – finał, R – runda, PO – play-off
- k. – rzuty karne, los. – losowanie, Dogr. – dogrywka, w. – zasada bramek strzelonych na wyjeździe

| Sezon   | Rozgrywki   | Runda | Klub               | Dom | Wyjazd | Ogólnie |
| ------- | ----------- | ----- | ------------------ | --- | ------ | ------- |
| 2017/18 | Liga Europy | 3Q    | Olympique Marsylia | 0–0 | 2–4    | 2–4     |

## Skład na sezon 2021/2022
| Nr | Poz. | Piłkarz                                   |
| -- | ---- | ----------------------------------------- |
| 3  | OB   | Zech Medley                               |
| 6  | PO   | Maxime D'Arpino                           |
| 7  | OB   | Théo Ndicka                               |
| 8  | PO   | Cameron McGeehan                          |
| 9  | NA   | Makhtar Gueye                             |
| 10 | PO   | Kenny Rocha Santos                        |
| 11 | PO   | Indy Boonen                               |
| 15 | OB   | Frederik Jäkel (wypożyczony z RB Leipzig) |
| 17 | OB   | Steven Fortès (wypożyczony z Lens)        |
| 19 | OB   | Manuel Osifo                              |
| 20 | PO   | Thijs Coninckx                            |
| 21 | NA   | Marko Kvasina                             |

| Nr | Poz. | Piłkarz              |
| -- | ---- | -------------------- |
| 22 | BR   | Jordi Schelfhout     |
| 23 | OB   | Alfons Amade         |
| 24 | PO   | Evangelos Patoulidis |
| 26 | PO   | Vincent Koziello     |
| 27 | OB   | Brecht Capon         |
| 28 | BR   | Guillaume Hubert     |
| 29 | PO   | Robbie D'Haese       |
| 33 | OB   | Anton Tanghe         |
| 34 | PO   | Nick Bätzner         |
| 36 | OB   | Siebe Wylin          |
| 68 | NA   | Thierry Ambrose      |
| 77 | PO   | David Atanga         |